# Indexia Group
Indexia Group (anciennement Sfam) était une société française de courtage en assurance affinitaire et de vente de smartphones et de services numériques dont le siège est situé à Paris.
Née en 1999 autour d’une activité de courtage en assurance, la Sfam lance son réseau de distribution de smartphone Hubside.Store en 2020. En 2021, elle change de nom pour Indexia Group dans le contexte de son repositionnement commercial vers la vente de produits technologiques, et notamment reconditionnés via sa filiale SmartphoneRecycle.
Début 2023, la société déclare que la vente d'assurances affinitaires aurait chuté à 20 % du chiffre d'affaires d'Indexia Group. Peu après, l’autorisation administrative (immatriculation) de distribution de contrats d’assurance est temporairement suspendue par l’Autorité de contrôle prudentiel et de résolution (ACPR), le 25 avril 2023.
Les méthodes et pratiques commerciales de la société sont l'objet de nombreuses plaintes depuis 2016 qui aboutissent en juin 2019 à la première condamnation assortie d'une amende de 10 millions d'euros pour « pratiques commerciales trompeuses ». Indexia Group est à nouveau assigné en justice puis condamnée en juillet 2022,.
En avril 2024, la SFAM, principale société opérationnelle du groupe, est mise en liquidation judiciaire. Le 22 mai 2024, le Tribunal de Commerce de Paris a mis également Indexia Group en liquidation judiciaire.
Le procès de la société se tient du 23 septembre au 2 octobre 2024, devant le tribunal correctionnel de Paris.

## Histoire

### Création de Sfam (1999)
Sfam est créée en 1999 par Sadri Fegaier. Sfam est une filiale du Groupe Sfam Développement, société par actions simplifiée détenue majoritairement en 2018 par Sadri Fegaier (président fondateur) et le fonds Ardian. L’entreprise commence son activité en commercialisant ses produits d'assurance pour téléphonie mobile au sein de ses propres points de vente dans la région Rhône-Alpes.
En 2009, la société commence son déploiement national avec le lancement d’un contrat d’assurance tous risques dédié à la téléphonie et au multimédia.
En janvier 2016, le fonds Winch Capital 3 géré par Edmond de Rothschild Investment Partners prend une participation minoritaire dans le capital du groupe Sfam. Depuis son siège social de Romans-sur-Isère, inauguré en septembre 2016, l'entreprise est remarquée pour sa forte croissance. En décembre 2016, Sfam est candidat au rachat de Viadéo (Le Figaro sera finalement désigné comme repreneur),.
En 2017, Sfam rachète le centre d'appel B2S à Roanne, promettant de créer 150 à 200 emplois. La société se développe au niveau national avec l'annonce de la signature de son nouveau siège à Paris et international sur les marchés espagnol et suisse. En juillet 2017, Sfam rachète l’agence de communication digitale Actualys.
Le 6 février 2018, Sfam rachète au fonds Knight Vinke sa participation de plus de 11 % dans le groupe Fnac Darty (335 millions d’euros), et en devient le deuxième actionnaire avec l'aide du groupe de capital-investissement Ardian qui annonce avoir acquis une participation minoritaire dans Sfam,.
Le 16 juillet 2018, FEF, la plateforme de co-investissement constituée par CDC International Capital (filiale de la Caisse des Dépôts) et Mubadala Investment Company, annonce sa prise de participation dans Sfam à l’occasion d’une augmentation de capital qui doit financer sa croissance. Depuis l'absorption du CDC International Capital par BpiFrance, le FEF réunit cette dernière et Mubadala Investment Company.

### Lancement de la chaîne de magasins Hubside.Store (2020)
En 2020, la Sfam rachète la branche retail du réseau Switch, comptant 30 magasins. Elle lance ensuite Hubside.Store, un réseau de magasins physiques spécialisés dans la vente de produits multimédias neufs et reconditionnés, de services numériques et de création de site web,.
Hubside ouvre ainsi plusieurs dizaines de magasins, dont 70 % des ventes proviennent, en 2022, de matériel high-tech reconditionné, dans un contexte de pénurie de pièces détachées neuves pour smartphones.

### Changement de nom et de stratégie (2021)
En janvier 2021, l'entreprise change de nom et devient Indexia Group. Le changement de nom s’inscrit dans un changement de stratégie pour le groupe. Le courtier en assurances téléphonie et multimédia devient vendeur de produits multimédias neufs et reconditionnés. Aussi, la vente de produits d'assurance se fait désormais sous la bannière Celside Insurance tandis que la vente de smartphone se fait à travers le réseau de boutiques Hubside.Store.
Début 2023, alors que le groupe s'est retrouvé au cœur d'une « affaire Indexia », son directeur général adjoint, Jean-Pierre Galera, déclare qu'il emploie 3 000 salariés dans six pays en Europe et que « le courtage affinitaire ne pes[ait] plus que 20 %, sur un volume d’affaires d’un milliard d’euros ».
En mars 2023, le groupe annonce mettre fin à son activité de vente d'assurances pour téléphone mobile, en raison de ses « déboires judiciaires » et de sa « mauvaise réputation ». Pour ces mêmes raisons, la banque publique d'investissement Bpifrance annonce en octobre 2023 ne plus faire partie du capital de l'entreprise. Quelques jours plus tard, le 26 octobre, le groupe Indexia se retire du capital de Fnac-Darty afin de faire face à ses charges et réduire sa dette.

### Liquidation du groupe
En mars 2024, l'URSSAF Rhône-Alpes assigne la SFAM en liquidation judiciaire pour récupérer des créances se montant à 11,76 millions d'euros. Dans sa demande, l'URSSAF précise qu'un échéancier mis en place avec la SFAM n'a pas été respecté. A l'issue de l'audience par le tribunal de commerce de Paris le 24 avril 2024, la SFAM est placée en liquidation judiciaire. Le 22 mai 2024 c'est l'ensemble du groupe Indexia qui est finalement placé en liquidation judiciaire, comprenant la holding Indexia Group et 17 sociétés affiliées dont Indexia Développement, Hubside et Hubside Recycle, comprenant des sociétés en France mais aussi en Belgique, en Espagne et en Italie.

## Développement
En mars 2018, le groupe revendique un chiffre d'affaires de cinq cents millions d'euros, cinq millions de clients, 2 500 partenaires et 1 600 salariés, principalement des téléconseillers.
Fin 2022, Hubside.Store compte 120 points de vente en Europe et envisage d'étendre rapidement son implantation, notamment à l’aide de son réseau de franchise. Indexia Group revendique ainsi 8 millions de clients et 2500 partenaires en France, Suisse, Belgique, Espagne, au Portugal, en Italie, en Tchéquie et à Dubaï et 3 000 salariés,,,. L’entreprise déclare, en 2021, vendre 40% de smartphones mobiles neufs pour 60% de smartphones reconditionnés dans ses magasins Hubside.Store.

### Activité
SFAM est un courtier en assurance affinitaire qui commercialise et gère ses contrats via un réseau de près de 2 500 distributeurs spécialisés dans les métiers de la téléphonie, du multimédia et de l’optique[réf. nécessaire].
En février 2017, l’entreprise signe un accord de partenariat, résilié en 2019, avec le groupe Fnac Darty, permettant aux clients de souscrire des assurances dans les magasins du groupe.
En février 2018, le fonds d’investissement français Ardian entre au capital de l’entreprise. Au mois de juillet de la même année, la Caisse des dépôts et le fonds souverain Mubadala Investment Company à travers leur plateforme commune d’investissement, Franco-Emirati Fund (FEF), entrent également au capital de la Sfam.
Les enseignes Hubside.Store, lancées en 2020 par Indexia sont spécialisées dans la distribution de smartphones et produits high-tech reconditionnés. Elles proposent également des services, comme la location de produits connectés (ordinateurs, tablettes, téléviseurs, consoles de jeux, trottinettes électriques, drones), la réparation d’appareils multimédias, la vente d’assurances et la création rapide de sites web. Le PDG de l'enseigne, Sadri Fegaier, annonce l'objectif d'un total de 500 Hubside.Store ouverts pour la fin d'année 2023.
En 2020, Indexia réalise un chiffre d'affaires d'un milliard soixante-dix millions d'euros et se trouve 75e en termes de croissance, et premier en termes de chiffres d’affaires au palmarès 2022 des champions français de la croissance des Échos. Ce dernier récompense chaque année les entreprises françaises aux performances exceptionnellement fortes.

## Controverses et affaires judiciaires

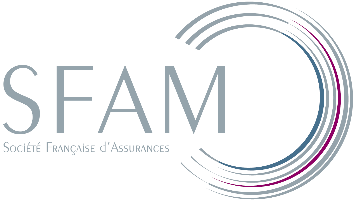
Logo de la SFAM avant son changement de nom en 2021.

Les pratiques commerciales de la Société française d'assurances multirisques sont la cible de nombreuses plaintes et critiques depuis 2016,,,,,. La société est mise en cause par de nombreux consommateurs — conduisant au dépôt de 227 plaintes en 2018 —, ainsi que par l'association UFC-Que choisir et son magazine Que choisir qui pointent du doigt ses méthodes commerciales litigieuses, qualifiées de « trompeuses et agressives »,,. Les plaintes concernent des prélèvements bancaires indus, de la dissimulation d'informations au moment de la souscription des contrats en magasin ou par internet, du démarchage insistant, des souscriptions forcées, et des résiliations intentionnellement compliquées.
À la Fnac, les clients se voient proposer une offre de remboursement de 30 euros, ce qui les amène à laisser leurs coordonnées bancaires, signant sans le savoir un contrat d'assurance Sfam mêlé aux documents. Celui-ci les engage alors pour un an à payer 15,99 euros par mois, les mensualités passant ensuite à 37,99 euros. Les clients ne se rendent souvent compte de la situation que plusieurs mois après,,. Les témoignages de mécontentement abondent sur les forums de consommateurs,. Contrairement à la promesse d'un remboursement automatique, les 30 euros promis ne sont par ailleurs versés que sur demande du client dans les trente jours. La SFAM se donne huit semaines pour réaliser le virement bancaire, conditionné de surcroit à une non résiliation du contrat.
Les vendeurs d'enseignes de distribution spécialisées auraient également été incités par leur hiérarchie à placer un maximum de ce type d'assurances très lucratives pour l’enseigne de distribution. Des vendeurs de la Fnac et d’autres distributeurs dénoncent ainsi la pression qu’ils subissent au quotidien pour vendre les produits d'assurance de la Sfam. Le 1er avril 2019, la Fnac cesse sa collaboration avec l'entreprise qui reste son deuxième actionnaire. La société de capital-investissement Ardian à l'origine de la prise de participation de la SFAM dans la FNAC est par ailleurs mise en cause, la société ayant eu connaissance des méthodes de la première mais choisit d'en ignorer les risques afin de conclure le contrat.

### Saisie en justice et condamnations
Le 30 août 2018, l'UFC-Que choisir finit par porter plainte pour « pratiques commerciales trompeuses »,,,. La Sfam fait alors l'objet d'une enquête de la Direction générale de la Concurrence, de la Consommation et de la Répression des fraudes (DGCCRF),, qui qualifie les pratiques visées de « plus graves encore » que celles ayant valu à l'entreprise de distribution en ligne Amazon une amende d'un million d’euros en février 2017. Selon la répression des fraudes, le système mis en œuvre est « pensé pour être déloyal », ses agents ayant trouvé des documents internes prouvant que la Sfam cherchait délibérément à faire souscrire les clients sans leur consentement express.
L'entreprise se voit infliger en juin 2019 une amende de dix millions d'euros, pour « pratiques commerciales trompeuses »,,. La Sfam est également condamnée à rembourser les clients floués, sous réserve du dépôt de leur part d'un dossier avant le 31 août. La Sfam, dans sa communication de crise, a affirmé vouloir renforcer les contrôles des processus de vente de ses distributeurs.
La Sfam réagit à la condamnation en mettant en avant que, sur 4 millions de contrats signés entre 2017 et 2018, le taux de réclamation n’était que de 0,03 %. Elle affirme également que les cas recensés par la DGCCRF entre 2017 et 2018 avaient « tous [été] solutionnés sans exception » et que « La société [avait] toujours eu pour politique de rembourser les clients insatisfaits ». La société ne communique cependant pas sur le nombre de personnes remboursées par rapport au total de victimes. Les remboursements, non automatiques et soumis à une limite de temps, n'auraient ainsi concerné qu'une partie d'entre elles, tandis que les demandes effectuées n'aboutissent pour certaines qu'à des remboursements partiels, pour des montants atteignant plusieurs milliers d'euros. Six mois après sa condamnation, la Sfam continue de proposer des contrats similaires aux méthodes douteuses, se contentant de ne plus les proposer dans des Fnac mais dans d'autres enseignes, ou par le biais de démarchages téléphoniques.
Le 24 septembre 2020, la Direction générale de la Concurrence, de la Consommation et de la Répression des fraudes perquisitionne le siège social de la société à Romans-sur-Isère et ses bureaux à Paris à la suite d'une « suspicion d’infractions au code de la consommation ».

#### Nouvelle condamnation en 2022
En février 2022, un groupe de personnes victimes des pratiques commerciales du groupe Indexia annonce une nouvelle action en justice, soulignant que les pratiques commerciales du groupe n'ont pas changé depuis l'amende de juin 2019. Un groupe Facebook « Arnaque SFAM » réunit alors plus de 1 700 victimes des agissements de la société. La Direction générale de la Concurrence, de la Consommation et de la Répression des fraudes annonce cette nouvelle saisie en justice en avril 2022 pour pratiques trompeuses, accusant notamment Indexia de « faire faussement croire aux consommateurs souhaitant faire cesser des prélèvements, résilier leurs abonnements et se faire rembourser les sommes prélevées (…) que leurs demandes étaient prises en compte voire effectives ». Elle ajoute que « les sociétés mises en cause sont suspectées d’avoir mis en place ces pratiques en vue de maintenir actifs un grand nombre de contrats pour une période artificiellement prolongée par rapport aux souhaits des consommateurs »,. L'UFC Que choisir se porte partie civile.
En juillet 2022, cette enquête de la répression des fraudes conduit Indexia devant le tribunal de commerce de Paris pour « pratiques commerciales trompeuses »,. L'entreprise est alors condamnée pour « abus de confiance et escroquerie » par le tribunal judiciaire de Paris,. La société fait cependant appel, et réclame le remboursement des paiements effectués aux plaignants. D'après le média Lyon Capitale, plus de 60 plaignants ont mis Indexia en demeure, mais deux seulement ont été remboursés à la date de février 2023.
La poursuite par Indexia Group de ces pratiques commerciales trompeuses va jusqu'à pousser le gouvernement à légiférer courant 2022 pour faciliter la résiliation et le remboursement de contrats d'assurances de ce type,.

#### 2023: interdiction temporaire de commercialiser des contrats d'assurance et procès de la Répression des fraudes
La presse relate la poursuite de pratiques commerciales déloyales, trompeuses, en 2023, pour des préjudices pouvant atteindre plusieurs milliers d'euros pour certains clients. Les victimes seraient prioritairement "des étudiants ou des personnes âgées".
Des points de ventes ferment, notamment à Strasbourg ou à Lyon à la suite de loyers impayés. L'entreprise fait face à la montée de la méfiance des clients potentiels, mais dément l’hypothèse de difficultés financières.

##### ACPR: interdiction de commercialisation de contrats d'assurance
L'Autorité de contrôle prudentiel et de résolution (ACPR) a temporairement interdit depuis le 25 avril 2023 à la société Indexia (ex SFAM) de commercialiser des contrats d'assurance. Cette mesure administrative préventive équivaut au retrait de l'autorisation administrative de distribuer des assurances (immatriculation au registre national des intermédiaires, tenu par l'ORIAS).
L'ACPR indique que « les pratiques portant sur le processus de commercialisation mis en place par Sfam, constatées par l’ACPR, sont susceptibles de compromettre les intérêts des clients et ont déjà donné lieu à un nombre important de réclamations ».
Les activités de distribution sont suspendues, tant que la SFAM ne justifiera pas à l'autorité de contrôle du respect formel des exigences légales et réglementaires.
L'association de défense des consommateurs Que Choisir salue cette décision, tout en déplorant qu'il ait fallu six années pour procéder à cette mesure, les premiers signalements datant de 2017. L'entreprise Indexia stoppe la commercialisation des contrats, n'étant plus soutenue par ses partenaires d'assurance.

##### L'action de la DGCCRF et de l'ACPR
En avril 2022, la DGCCRF annonce avoir terminé son enquête et avoir transmis à l’autorité judiciaire les résultats de ses investigations effectuées pendant cinq années. Le procès devait initialement se tenir fin 2023 et a lieu du 23 septembre au 2 octobre 2024.

##### 2023: nouvelles plaintes de consommateurs pour des prélèvements indus
Durant l'année 2023, 70 clients ont obtenu un réglement à l'amiable du litige, pour un montant total 300 000 €, avant que l'entreprise cesse de trouver de nouveaux accords. En conséquence, en janvier 2024, plus de 400 consommateurs se préparent à assigner en justice trois sociétés du groupe (Sfam, Serena et Foriou) pour demander le remboursement de « prélèvements indus » après la souscription d'assurances, certains montants pouvant atteindre 20 000 euros en cinq ans. Depuis décembre 2023, plusieurs clients obtiennent le remboursement des prélèvement associés à des dommages et intérêts.

##### Condamnation de la CNIL
Par ailleurs, la CNIL condamne en avril 2024 la société Hubside.Store à une amende de 525 000 euros pour ses pratiques douteuses concernant l'utilisation des données des utilisateurs.

##### Condamnations de décembre 2024
Le PDG d'Indexia Sadri Fegaier est condamné en décembre 2024 à deux ans de prison dont seize mois fermes, et 300 000 euros d'amende,. Six sociétés liées au groupe Indexia sont condamnées à des amendes allant de 150 000 à 1,5 million d'euros ; certaines ont une interdiction de démarchage et de commercialisation de contrats d’abonnement de 5 ans. Le site de la société à Romans sur Isère est également fermé à la suite de cette décision.

### Non-paiement de gains aux cavaliers de concours
La société Indexia sponsorise de nombreux concours d'équitation, via sa marque Hubside. En mai 2022, en raison du non-paiement des gains promis aux cavaliers vainqueurs, la Fédération équestre internationale annule les évènements équestres organisés par Hubside. Après qu'une régularisation a été effectuée, la fédération autorise le retour du Jumping de Valence en août 2022,.